# Schlössel Nieder Peilau

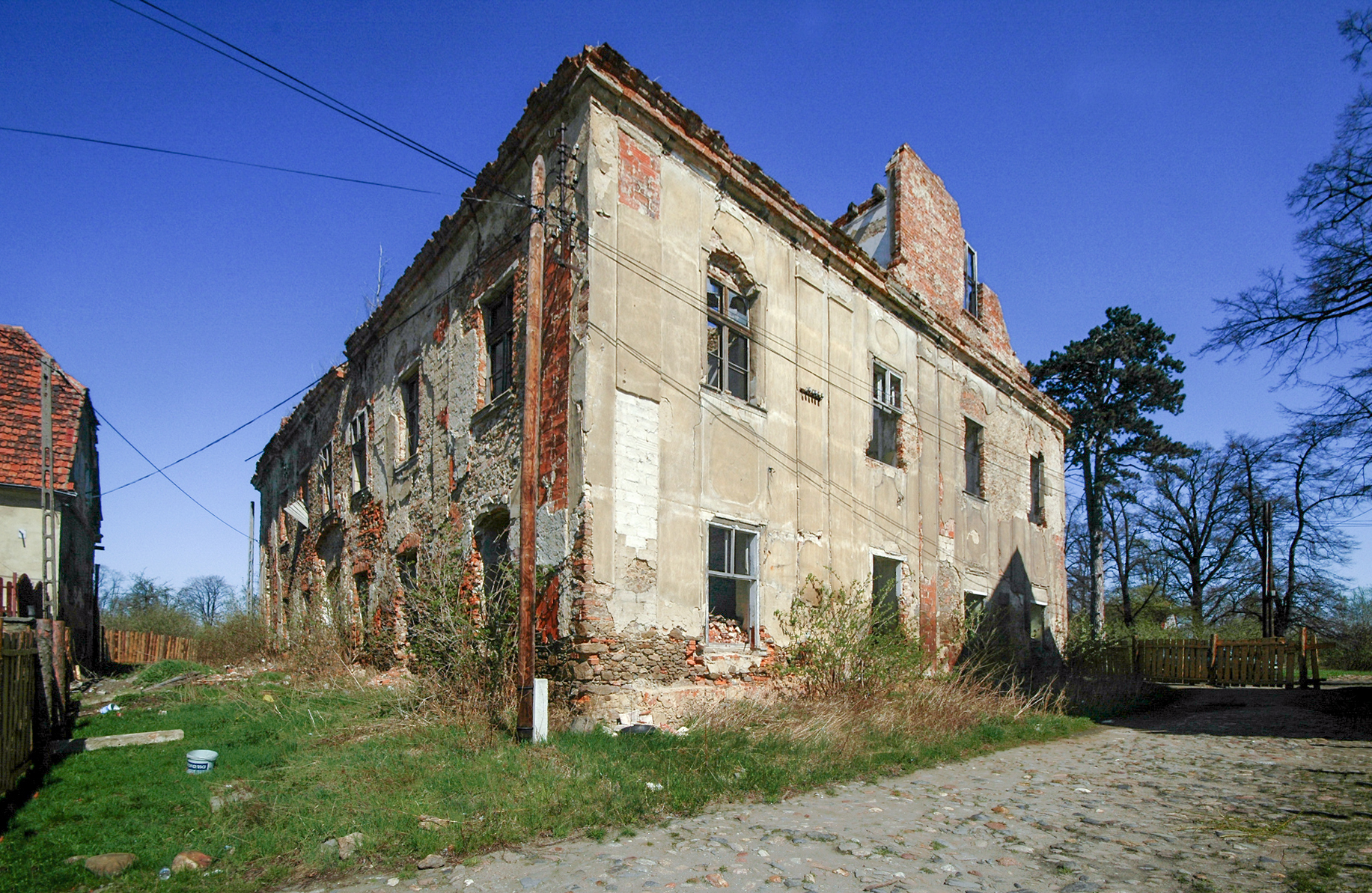
Ruine des Schlössels

Das Schlössel Nieder Peilau (polnisch Pałac w Piławie Dolnej) befindet sich in Piława Dolna (Nieder-Peilau) im Powiat Dzierżoniowski in der Woiwodschaft Niederschlesien in Polen.

## Geschichte
Im Ort bestanden mehrere Herrenhäuser, von denen das Schlössel das baugeschichtlich bemerkenswerteste ist. Es geht auf ein renaissancezeitliches Festes Haus zurück. Nach 1648 wurde der Bau aufgestockt, 1718 auf dem bestehenden Gemäuer von Siegismund von Seidlitz ein neues Schloss errichtet. Aus den Händen derer von Tschirschky kam 1813 Riedel in Besitz des Schlosses.
Nachdem fast ganz Schlesien als Folge des Zweiten Weltkriegs 1945 an Polen gefallen war, wurde das Schlössel Verwaltungssitz
einer PGR. Nach 1995 wurde es dem Verfall überlassen. Heute sind nur noch die Außenmauern erhalten.